# Kamień Krajeński (gmina)
Kamień Krajeński est une gmina mixte du powiat de Sępólno, Couïavie-Poméranie, dans le centre-nord de la Pologne. Son siège est la ville de Kamień Krajeński, qui se situe environ 10 km au nord de Sępólno Krajeńskie et 56 km au nord-ouest de Bydgoszcz.
La gmina couvre une superficie de 163,21 km2 pour une population de 6 850 habitants.

## Géographie
La gmina est bordée par les gminy de Chojnice, Człuchów, Lipnica et Przechlewo.